# Rancho Mirage
Rancho Mirage ist eine Stadt im Riverside County im US-Bundesstaat Kalifornien. Das U.S. Census Bureau hat bei der Volkszählung 2020 eine Einwohnerzahl von 16.999 ermittelt. Das Stadtgebiet umfasst eine Fläche von 64,326 km². Rancho Mirage ist ein Erholungsort, daher kann die Einwohnerzahl in der Saison auch über 20.000 liegen. Zwischen den Städten Cathedral City und Palm Desert gelegen, ist Rancho Mirage eine der neun Städte im Coachella Valley (Großraum Palm Springs).

## Geografie
Rancho Mirage liegt im zentralen Riverside County in Kalifornien in den USA. Es grenzt im Westen an die Städte Cathedral City und Palm Springs, im Osten an Palm Desert und im Nordosten an die Gemeinde Thousand Palms; im Süden und Norden grenzt Rancho Mirage teilweise an gemeindefreies Gebiet. Durch die Stadt selbst führt die California State Route 111, außerdem verläuft die Interstate 10 an der nördlichen Ortsgrenze entlang.
Die Stadt liegt rund 180 Kilometer südöstlich von Los Angeles, 420 Kilometer nordwestlich von Phoenix und 190 Kilometer nordöstlich von San Diego.
Rancho Mirage hat 17.218 Einwohner (Stand: 2010) und erstreckt sich auf eine Fläche von 64,326 km², von der 63,318 km² Landfläche sind. Die Wasserfläche beträgt somit 1,008 km², ihr fällt beispielsweise der künstliche See zu, in dessen Mitte eine Insel mit dem zehnstockigen „Desert Island Hotel-Golf Resort“ liegt. Die Bevölkerungsdichte beträgt 271,9 Einwohner pro Quadratkilometer und ist vergleichsweise niedrig. Das Zentrum von Rancho Mirage befindet sich auf einer Höhe von 83 Metern.

### Klima
Das Klima Rancho Mirages wird von der Umgebung stark beeinflusst. Die Lage zwischen drei hohen Gebirgen in einem nach Süden abfallenden Tal führt zu einem einzigartigen, zu jeder Jahreszeit warmen Klima; die Winter gelten sogar als die wärmsten in den westlichen USA. Weiterhin ist das Klima arid. Die durchschnittliche jährliche Höchsttemperatur beträgt 31  °C, die Tiefsttemperatur 17  °C. Im Sommer sind jedoch auch Temperaturen über 42  °C üblich, in seltenen Fällen können auch 49  °C erreicht werden. Selbst in Sommernächten liegt die Tiefsttemperatur noch bei 28  °C. Die Höchstwerte am Tag liegen im Winter zwischen 23 und 29  °C. Der durchschnittliche jährliche Niederschlag liegt unterhalb von 130 mm, die Zahl der Sonnentage bei über 348 pro Jahr.
|                       | Jan | Feb | Mär | Apr | Mai | Jun | Jul | Aug | Sep | Okt | Nov | Dez |   |      |
| Mittl. Tagesmax. (°C) | 14  | 18  | 20  | 25  | 31  | 38  | 41  | 40  | 35  | 27  | 20  | 14  | ⌀ | 27   |
| Mittl. Tagesmin. (°C) | 1   | 4   | 7   | 11  | 16  | 21  | 25  | 23  | 19  | 12  | 6   | 1   | ⌀ | 12,2 |
|                       |     |     |     |     |     |     |     |     |     |     |     |     |   |      |
| Sonnenstunden (h/d)   | 6   | 7   | 9   | 11  | 11  | 13  | 13  | 13  | 12  | 9   | 7   | 6   | ⌀ | 9,8  |
|                       |     |     |     |     |     |     |     |     |     |     |     |     |   |      |
| Regentage (d)         | 3   | 3   | 3   | 2   | 1   | 1   | 3   | 3   | 2   | 2   | 2   | 3   | Σ | 28   |

| 1 |

| 4 |

| 7 |

| 11 |

| 16 |

| 21 |

| 25 |

| 23 |

| 19 |

| 12 |

| 6 |

| 1 |

| 1 |

| 4 |

| 7 |

| 11 |

| 16 |

| 21 |

| 25 |

| 23 |

| 19 |

| 12 |

| 6 |

| 1 |

## Demographie
Die Volkszählung 2010 ergab eine Bevölkerung von 17.218. Damit stieg die Einwohnerzahl seit dem Jahr 2000 um mehr als 3500 an, als die Zahl der Bewohner bei rund 13.600 lag (Volkszählung 2000). Mehrheitlich leben Weiße in der Stadt, nämlich über 80 Prozent. Die Zahl der Latinos ist mit rund elf Prozent relativ niedrig für die Verhältnisse in Kalifornien. Andere Bevölkerungsgruppen wie Afroamerikaner und Asiaten sind eine Minderheit. Im Rahmen der Volkszählung 2010 wurde außerdem ermittelt, dass auf 100 Frauen 97,7 Männer kamen. Die Anzahl der Haushalte betrug 8.829. Rancho Mirage zeichnet sich demographisch vor allem durch ein hohes Medianalter aus, es liegt bei 62 Jahren. Die Bevölkerungsgruppe der über 65-jährigen macht allein 44 Prozent aller Bewohner von Rancho Mirage aus.

## Geschichte
Rancho Mirage wurde im Jahr 1973 durch einen Zusammenschluss des Ortes Mirage Cove und der fünf gemeindefreien Gebiete Desert, Magnesia, Palmas, Tamarisk und Thunderbird gebildet. Damals lebten 3000 dauerhafte Einwohner in der neugegründeten Stadt.
Obwohl die ersten modernen Siedlungen bereits in den 1920er und 1930er Jahren bestanden, wurde Rancho Mirage erst nach dem Zweiten Weltkrieg berühmt. Heute ist besonders die Villa Sunnylands bekannt, die viele Berühmtheiten, darunter einige US-Präsidenten, besuchten. Außerdem verfügt die Stadt über zwölf Golfplätze, deren erster im Jahr 1946 eröffnet wurde. Ein Stamm der Cahuilla betreibt heute die Spielhalle „Agua Caliente Casino Resort Spa“.

## Politik
Rancho Mirage ist Teil des 28. Distrikts im Senat von Kalifornien, der momentan vom Demokraten Ted Lieu vertreten wird, und des 42. Distrikts der California State Assembly, vertreten vom Republikaner Brian Nestande. Des Weiteren gehört Rancho Mirage Kaliforniens 36. Kongresswahlbezirk an, der einen Cook Partisan Voting Index von R+1 hat und vom Demokraten Raul Ruiz vertreten wird.

## Wirtschaftliche Einrichtungen
In Rancho Mirage befindet sich das Betty Ford Center auf dem Gelände des Eisenhower Medical Center.
Das Gelände Sunnylands in Rancho Mirage wurde im  Laufe der Zeit von vielen Prominenten besucht, darunter Frank Sinatra, Bob Hope, Fred Astaire, Ginger Rogers, Elisabeth II. und Mary Martin. Daneben verbrachten die US-Präsidenten Richard Nixon, Ronald Reagan und Gerald Ford hier ihren Urlaub. Ford erwarb später ein vom Architekten Louis Naidorf entworfenes Haus in Rancho Mirage und lebte dort bis zu seinem Tod am 26. Dezember 2006.
Wirtschaftlich orientiert sich Rancho Mirage heute nicht nur an Golfresorts und Einnahmen aus Vermietungen, sondern konnte an der Interstate 10 Leichtindustrie und Handelsplätze etablieren. Außerdem gibt es hier Einkaufszentren wie „The River“.

## Persönlichkeiten
US-Präsident Gerald Ford und seine Frau Betty waren die berühmtesten Bewohner Rancho Mirages. Weitere prominente Bürger waren oder sind unter anderem:
- Spiro Agnew (1918–1996), Vizepräsident der Vereinigten Staaten, und seine Frau Judy
- Desi Arnaz (1917–1986), Schauspieler, Regisseur und Musiker
- Barbara Boxer (* 1940), Politikerin und Mitglied im Senat der Vereinigten Staaten
- Larry Ellison (* 1944), Gründer des Softwareunternehmens Oracle
- Phil Harris (1904–1995), Schauspieler, Musiker und Entertainer
- Shelby Lynne (* 1968), Musikerin
- Patrick Macnee (1922–2015), Schauspieler und Hörspielsprecher
- Mary Martin (1913–1990), Schauspielerin
- Harpo Marx (1888–1964), Entertainer, Pantomime und Schauspieler
- Zeppo Marx (1901–1979), Schauspieler und Komiker
- Alan Morgan (1909–1984), Segler und Olympiasieger
- Anne Rice (1941–2021), Schriftstellerin
- Ginger Rogers (1911–1995), Schauspielerin
- Jane Wyman (1917–2007), Schauspielerin